# Concepción (1860)
La Concepción fue una fragata de hélice de la Armada Española, con casco de madera y propulsión mixta a vapor y velas, que recibía su nombre en honor a la Inmaculada Concepción.

## Historial
Entre 1861-1862, participó en la expedición contra México junto con fuerzas del Reino Unido y Francia, como parte de la escuadra que mandaba el general Joaquín Gutiérrez de Rubalcaba, comandante general del Apostadero de La Habana. Cuando quedaron al descubierto las intenciones francesas de colocar a Maximiliano I de Habsburgo como emperador de México, se le ordenó retornar a Cuba.
Regresó a la península en agosto de 1864
En 1870, estuvo estacionada junto a la Villa de Madrid, la Gerona y la Blanca en la estación naval del Río de la Plata en Montevideo.
Posteriormente, realizó un viaje de instrucción por Filipinas entre 1875 y 1875.
Fue desarmada en marzo de 1886, quedando como buque pontón, fondeada en Ferrol. Fue dada de baja en 1890, siendo utilizada a partir de entonces como pontón sanitario en Ferrol.
Según algunas fuentes se vendió para su desguace en 1899, según otras fue dada de baja en 1893 y vendida para su desguace en 1897.